# 杉並区歴史教科書採択騒動
杉並区歴史教科書採択騒動（すぎなみくれきしきょうかしょさいたくそうどう）とは、2005年（平成17年）8月に東京都杉並区で発生した騒動。

## 騒動の発端
2006年（平成18年）度から使用する中学校用の歴史教科書について、全国の教育委員会は2005年8月31日までに検定済教科書の中から一つ選択することになった。
杉並区の教育委員会は、新しい歴史教科書をつくる会の教科書を採択する動きを示すと、左翼団体や在日本大韓民国民団などの反対派による抗議運動が活発化することになった。
全国の民団員が次々と杉並区に殺到し、杉並区議会で教科書採択の質問が出ると、民団の関係者と思われる人々が大挙して傍聴席に陣取り、禁止されている野次を続け、注意をされても止めず、さらに区長室の前にも多数で押し掛け、シュプレヒコールを繰り返した。
「つくる会」教科書を採択した市町村は他にもあるが、杉並区が特に注目を浴びたのは、反対派の中に日本の新左翼の中核派がいたからでもある。杉並区は「中核派の拠点」として知られており、過去の東京都議会議員選挙では杉並選挙区から中核派系の候補者（長谷川英憲）を擁立していた。
対して賛成派は2ちゃんねるを通じて「つくる会の教科書反対人間の鎖をさらに囲むOFF」を呼びかけていた。

## 当日
2005年8月4日、杉並区教育委員会は教科書採択のための会議を予定していた。杉並区役所前は、当日朝から賛成派と反対派が入り乱れ、騒然としていた。
賛成派の若者たちは、中核派と協力関係にある「つくる会の教科書採択に反対する杉並・親の会」に向かって、「親の会＝中核派」「中核派は、人殺しでテロリスト」と非難した。そして、その中の現場の撮影をしている若者に対し「親の会」の中にいた一人の男が逆上して暴力を振るった。警視庁公安部はその男を現行犯逮捕した。逮捕された男は「都政を革新する会」事務局長の北島邦彦で、国電同時多発ゲリラ事件に加わり6年半の獄中生活を送った中核派の活動家であった。この逮捕で親の会に中核派構成員が加わっていたことが明らかになった。
警察白書平成18年度版では、この事件について中核派が「つくる会の教科書の採択阻止を訴え、市民運動を装いながら、杉並区役所を包囲するなどした」としている。
杉並区教育委員会は、8月12日に会議を開き、5人の委員中3人の賛成により、正式に「つくる会」教科書を採択した。